# Tullamore Dew

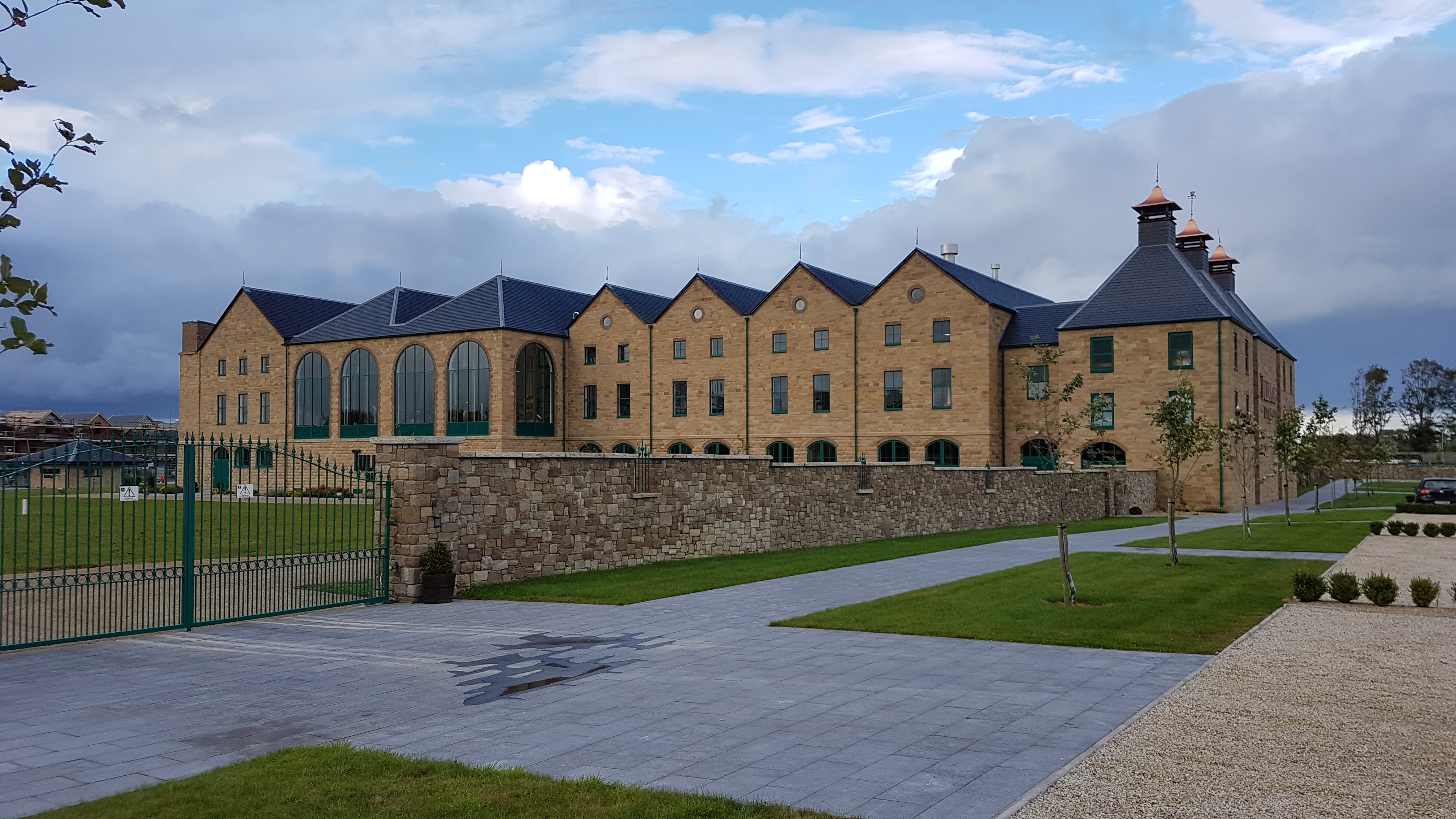
Nieuwe stokerij van Tullamore

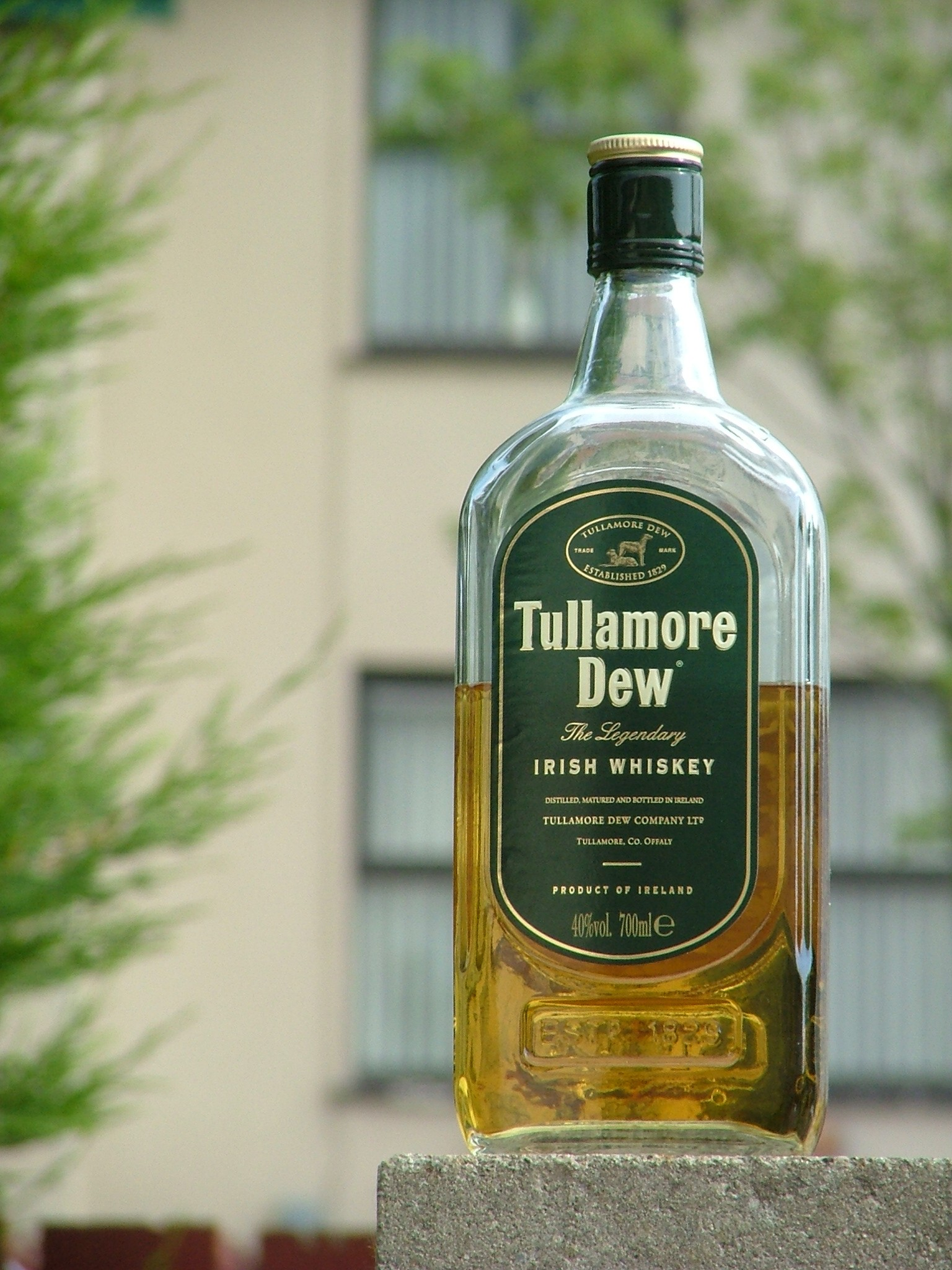
Een fles Tullamore Dew Original

Tullamore D.E.W. (tot voor kort veelal geschreven als Tullamore Dew of dew) is een Iers whiskeymerk. Van oorsprong is het een pot still whiskey die voor het eerst gestookt werd in 1829 in Tullamore, County Offaly. Tegenwoordig is de whiskey meestal een blended whiskey. Tullamore D.E.W. is heden ten dage eigendom van William Grant & Sons.

## Geschiedenis

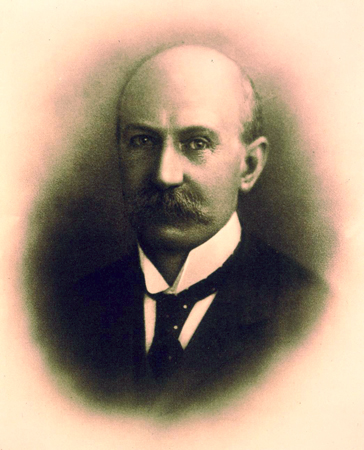
Daniel E. Williams

De eerste distilleerderij waaruit Tullamore D.E.W. voortkwam, werd gesticht in 1829 door Michael Molloy. Toen hij stierf, werd de zaak overgenomen door de Daly familie, met Bernand Daly als directeur van het bedrijf. Een collega van Daly, genaamd Daniel E. Williams, nam het bedrijf van hem over. Williams maakte van Tullamore D.E.W. rond 1890 een bekende whiskey. De initialen van Daniel E. Williams (D.E.W.) zijn gebruikt voor de naam van de whiskey zoals wij die nu kennen. Ondanks de moeilijke economische tijden die werden veroorzaakt door de Eerste en Tweede Wereldoorlog, is het bedrijf blijven bestaan. Na de jaren 1950 is het bedrijf echter wel verschillende keren overgekocht. In 2010 verkocht het bedrijf C&C haar gedistilleerd-divisie, waar Tullamore D.E.W. onder viel, aan William Grant & Sons voor een bedrag van 300 miljoen euro, waarvan 171 miljoen voor Tullamore D.E.W.. William Grant's & Sons is ook verantwoordelijk voor Grant's blended whiskey, Glenfiddich, Balvenie en nog andere dranken. De meeste Tullamore D.E.W. whiskey werd gemaakt in de New Midleton Distillery in Midleton, County Cork. Inmiddels heeft William Grant & Sons op 17 september 2014 weer een distilleerderij geopend in Tullamore, waardoor de whiskey is teruggekeerd naar de geboortestad waaruit hij in 1954 wegging.

## Soorten

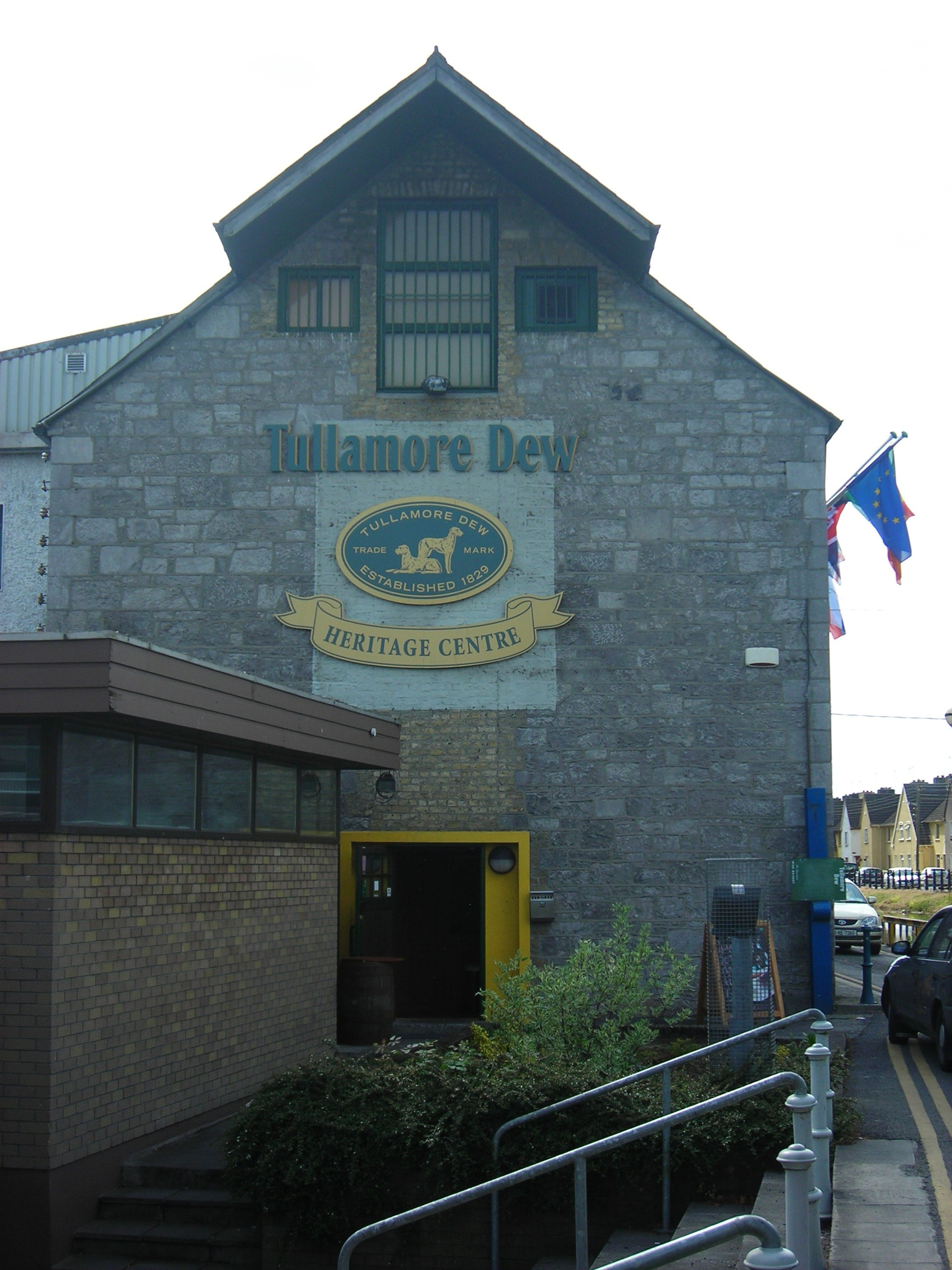
Tullamore Dew Heritage Centre

Tullamore D.E.W. heeft verschillende soorten whiskey's:
- Tullamore D.E.W.: Dit is de oorspronkelijke, uit de drie typen Ierse whiskey samengestelde, Tullamore D.E.W.. Hij wordt verkocht onder het motto: een premium Ierse whiskey met een zachte smaak.
- Tullamore D.E.W. Single Malt: een 10 jaar oude single malt whiskey.
- Tullamore D.E.W. 12 Year Old Special Reserve: Een 12 jaar oude blended whiskey, die verschillende pot still whiskey's en single malt whiskey's bevat.
- Tullamore D.E.W. Old Bonded Warehouse: Speciale uitgave van een blended whiskey, ontwikkeld t.g.v. de opening van het Tullamore D.E.W. Visitor Centre in september 2012 en alleen in het gebouw zelf te koop. Het alcoholpercentage is 46%.
- Tullamore D.E.W. Phoenix: Limited edition met een alcoholpercentage van 55%, uitgebracht t.g.v. de heropening van de Tullamore distilleerderij en refererend aan de wederopstanding van Tullamore na een ramp met een heteluchtballon in 1785.
- Tullamore D.E.W. Cider Cask: uitgebracht in juni 2015 voor verkoop op vliegvelden.

Niet meer geproduceerd worden:
- Tullamore D.E.W. 10 Year Old Reserve: Een 10 jaar oude blended whiskey, die drie maal is gedistilleerd in een Spaans en Amerikaans eiken vat.
- Tullamore D.E.W. Black 43: Een 7 jaar oude whiskey, er zit pot still whiskey in verwerkt en hij heeft een alcoholpercentage van 43%.
- Tullamore D.E.W. Heritage: Speciale blend uitgebracht in 2000 t.g.v. de opening van het Tullamore D.E.W. Heritage Centre in County Offaly en alleen daar verkrijgbaar.